# Vall inquietant

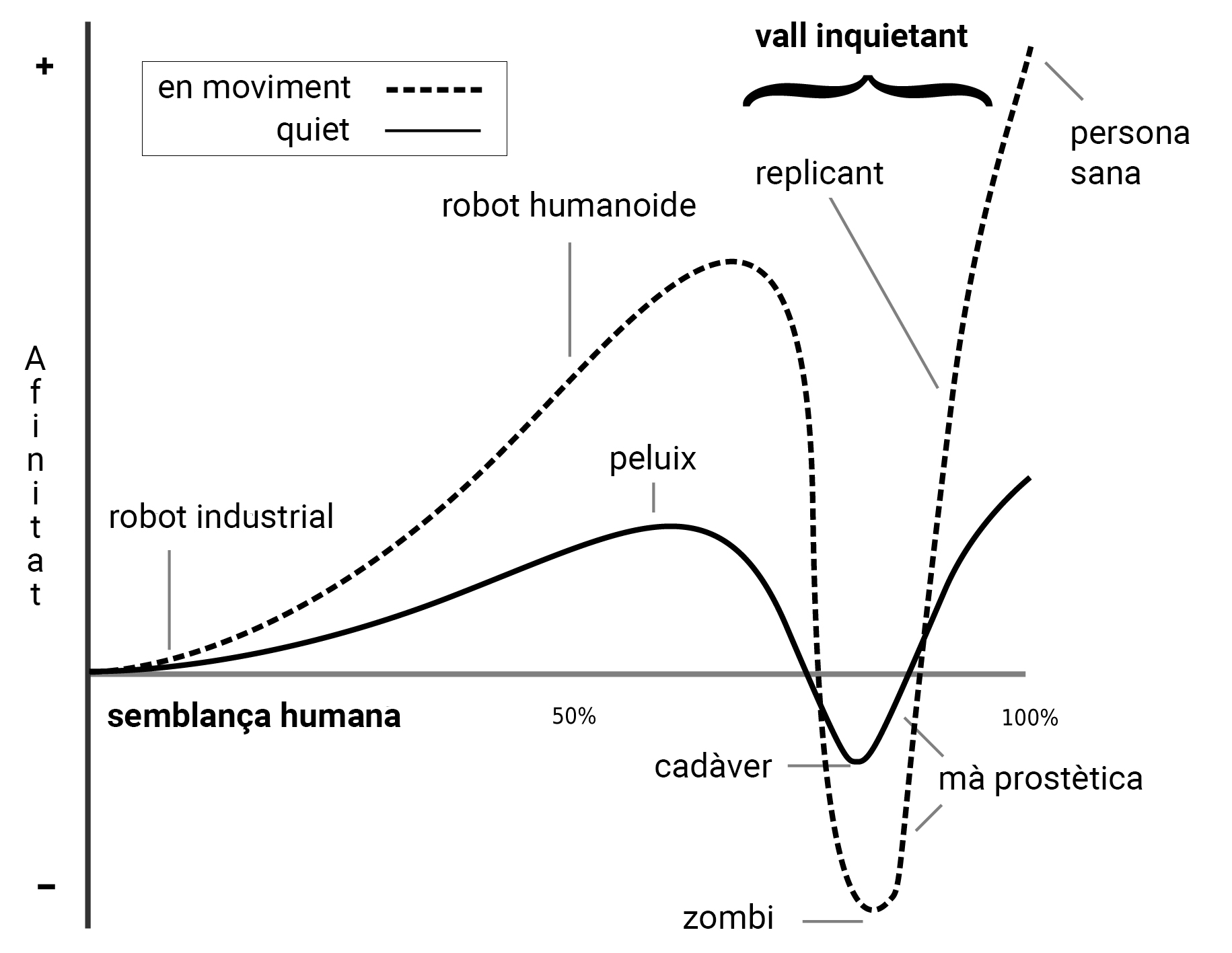
Podem apreciar la resposta emocional d'un subjecte humà davant l'antropomorfisme d'un robot, segons els resultats de Mori. La vall inquietant és la regió de resposta emocional negativa vers un robot que sembla "gairebé humà". El moviment amplifica aquesta resposta emocional

La vall inquietant —de l'anglès: uncanny valley— és una hipòtesi en el camp de la robòtica i animació per computadora en 3D que afirma que quan les rèpliques antropomòrfiques s'acosten en excés a l'aparença i comportament d'un ésser humà real, causen una resposta de rebuig entre els observadors humans. La vall en qüestió és una inclinació en un gràfic proposat, que mesura la positivitat de la reacció de les persones segons el semblant humà del robot o de l'animació.
El terme va ser encunyat pel professor expert en robòtica Masahiro Mori com a Bukimi no Tani Genshō (不気味の谷現象) el 1970. La hipòtesi s'ha vinculat amb el concepte d'Ernst Jentsch de la identitat inquietant en un assaig de 1906 titulat En la psicologia de l'inquietant. L'efecte inquietant del concepte de Jentsch va ser introduït, en el camp psicoanalític, per Sigmund Freud en un assaig de 1919 titulat Das Unheimliche, traduït a vegades com 'L'ominós' o 'Allò sinistre', tot i que també té com a traducció 'El misteri'; l'interessant és que l'etimologia d'aquesta paraula alemanya procedeix de la paraula composta alemanya similar Umheimliche. És a dir, "la familiaritat" o "allò familiar".

## Antecedents
- Ernst Jentsch: "En la psicologia de l'inquietant" (1906)

Ernst Jentsch va explorar la idea de la "identitat inquietant" en el seu assaig de 1906. Va suggerir que la sensació d'inquietud sorgeix quan hi ha incertesa sobre si un objecte és animat o inanimat. Aquesta idea va ser fonamental per entendre la resposta emocional negativa que poden provocar els objectes o éssers que semblen gairebé, però no del tot, humans.
- Sigmund Freud: "Das Unheimliche" (1919)

Freud va ampliar el treball de Jentsch en el seu assaig "Das Unheimliche" (“allò sinistre”). Va argumentar que l'inquietant sorgeix quan alguna cosa familiar es torna estranya o pertorbadora. Freud va relacionar aquesta sensació amb la repressió i el retorn d'experiències familiars que han estat reprimides. Va identificar quatre categories principals del que podem considerar sinistre o inquietant: el doble (doppelgänger), la repetició involuntària, el complex de castració i l’omnipotència del pensament.
Aquests treballs van proporcionar a Mori una base teòrica per entendre les reaccions psicològiques davant d'objectes o éssers que s'assemblen als humans però no ho són completament. La combinació de la incertesa sobre l'estat animat/inanimat (Jentsch) i la familiaritat pertorbadora (Freud) va ajudar a Mori a formular la seva teoria de la vall inquietant.

## Hipòtesi
La hipòtesi de Mori diu que la resposta emocional d'un humà cap a un robot fet en aparença i comportament molt semblant a l'humà, incrementarà positivament i de manera empàtica, fins a assolir un punt en el qual la resposta emocional es torna de sobte fortament repulsiva. Quan l'aparença i comportament del robot es tornen indistingibles d'un ésser humà, la resposta emocional torna a créixer de manera positiva i es va aproximant als nivells d'empatia que es tindria cap a altres humans. Aquest sot o vall de resposta repulsiva entre un robot amb aparença i comportaments "gairebé humans" i una entitat "totalment humana" és el que anomenem "vall inquietant".

### Possibles explicacions
- Una possible explicació per aquest fenomen diu que quan percebem una entitat que és prou dissemblant a un humà les seves característiques humanes en queden ressaltades, i generen empatia. D'altra banda, si l'entitat és "gairebé humana", les seves característiques no humanes seran les que més es notin, i crearan un sentiment de "cosa estranya" des del punt de vista de l'humà.

- Una altra explicació és que els individus malalts i els cadàvers mostren unes anomalies visuals semblants a les d'un robot humanoide, per la qual cosa causen la mateixa alarma i rebuig. El cas del robot és més preocupant puix que no hi ha una raó clara de per què passa això, mentre que la reacció de rebuig vers un cadàver és un sentiment fàcil de comprendre. Les anomalies de comportament i de dessincronització motriu són també indicatius de malaltia, igual com els trastorns mentals o neurològics que evoquen sentiments negatius.

- Des d'un punt de vista evolutiu es podria explicar aquesta repulsió com la necessitat de mantenir una limitació taxativa davant altres homínids molt semblants a nosaltres (per exemple, neandertals) amb els quals la reproducció fèrtil seria poc viable. D'aquesta manera la vall inquietant operaria de manera similar a certs tabús com l'incest.

Alguns robotistes han criticat amb duresa aquesta teoria, argumentant que Mori no té cap base per desenvolupar la seva gràfica.

## En animacions i efectes especials

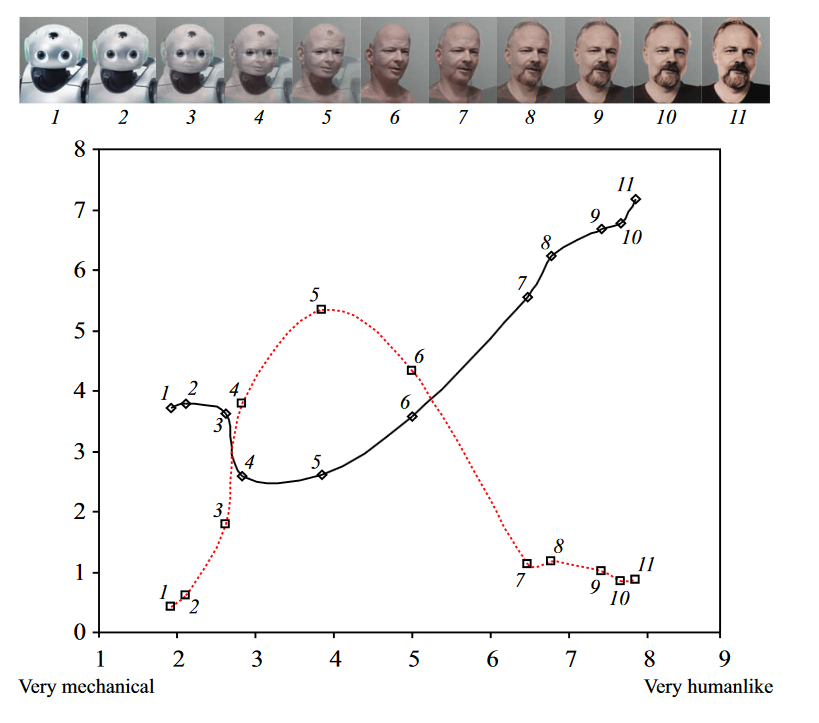
Gràfic de la relació entre la familiaritat de la imatge d'un robot (línia negra), el sentiment d'alienació (línia vermella) i la distància estètica entre l'observador i el robot

Al llarg de la història, diverses pel·lícules animades que utilitzen imatges generades per computadores per a crear diferents personatges han presentat símptomes de repulsió en persones pel seu intent de fer els personatges al màxim de realistes. Alguns dels exemples més famosos en són aquests:
- D'acord amb el robotista Dario Floreano, el personatge del curtmetratge animat de Pixar anomenat Tin Toy provocà diferents reaccions negatives a les persones que el van veure, la qual cosa va fer que la indústria cinematogràfica es prengués el concepte de vall inquietant seriosament.
- El 2001 es va estrenar Final Fantasy: The Spirits Within, la primera pel·lícula creada completament amb animacions fotorrealistes per ordinador. Aquesta pel·lícula va provocar moltes reaccions negatives pels seus personatges amb disseny realista però amb representacions humanes escasses, tals com les expressions.
- El 2004 va ser el torn de The Polar Express, la qual va ser criticada per diferents mitjans com una animació estranya. Paul Clinton de CNN.com va escriure: "aquests personatges humans de la pel·lícula són completament... bé, pertorbadors. The Polar Express és, en el millor dels casos, desconcertant, i en el pitjor, una mica horrible".
- El 2010 arribà als cinemes Tron: Legacy, pel·lícula que generà reaccions de disgust amb la versió jove de Jeff Bridges (Kevin Flynn y Clu) generada per ordinador. Vic Holtreman de Screen Rant escrigué: "Finalment vam poder recrear per CGI Jeff Bridges en la seva versió jove. Hem passat finalment la vall inquietant? Malauradament, no. El rostre de la versió jove de Kevin Flynn es veia molt bé mentre no parlara, però tan aviat com començava a parlar, aquelles sensacions desagradables apareixien. Semblava com si tingués la cara plena de botox".

## Revisió de la teoria pel mateix Mori
L'agost del 2005, Masahiro Mori fa uns breus comentaris Arxivat 2006-02-19 a Wayback Machine. sobre la seva teoria al taller Humanoids 2005 Arxivat 2014-03-12 a Wayback Machine. realitzat a Tsukuba, Japó.
Hi explica que el punt més alt de la corba després de la vall no correspondria a una ésser humà sa, sinó tal volta al concepte idealitzat de la imatge que tenim d'un ésser humà sa. I posa com a exemple les representacions en pedra de Buda, que generen sentiments d'empatia i desassossec. Al món occidental aquesta idea es podria traslladar, per exemple, a les escultures de marbre de la Grècia clàssica, en què es pretenia representar la perfecció de les formes i la bellesa humana.
També es preocupa pel fet que observar les faccions d'una persona morta -de vegades- ens transmet un sentiment de tranquil·litat, quan aquesta imatge ens hauria de situar just dins la vall inexplicable.

## Cultura popular
- El robot Honda ASIMO
- El robot Sony Qrio
- L'androide Actroid, de Kokoro Dreams
- La pel·lícula Blade Runner, basada en una novel·la de Philip K. Dick
- La pel·lícula L'home bicentenari, basada en un relat d'Isaac Asimov
- La sèrie d'anime japonés Chobits
- El personatge David de la pel·lícula Intel·ligència artificial, d'Steven Spielberg
- L'androide Magnolia, de NSHD
- La pel·lícula i llibre Jo, Robot, d'Alex Proyas i Isaac Asimov, respectivament
- La pel·lícula Ex machina, d'Alex Garland